# Verschiebungssatz von Kossel-Sommerfeld
Der Verschiebungssatz von Sommerfeld und Kossel, benannt nach Arnold Sommerfeld und Walther Kossel, beschreibt Spektren wasserstoffähnlicher Atome. Dabei kommt zu ähnlichen Energieniveaus zwischen aufeinanderfolgenden einfach positiv geladenen Atomen. Sommerfeld und Kossel formulierten dies wie folgt:

„Das Spektrum eines beliebigen Atoms ist sehr ähnlich dem Spektrum des einfach pos. geladen Atoms, das im Periodensystem folgt.“

Beispiel:
So kommt es zu etwa gleichen Energieniveaus von ca. 13,6 eV bei Wasserstoff mit einer Hauptquantenzahl {\displaystyle (n)=1}, bei He+ mit {\displaystyle n=2} und Li2+ mit {\displaystyle n=3}.